# Grass Ain't Greener
Grass Ain't Greener e un singolo del cantante statunitense Chris Brown, pubblicato il 5 maggio 2016 dalla RCA Records. Il brano è il primo singolo d'anticipazione estratto dall'album Heartbreak on a Full Moon.

## Pubblicazione
Il 10 gennaio del 2016 Brown aveva pubblicato sui suoi profili Periscope e Instagram video dove ballava e cantava inediti non rilasciati, e Grass Ain't Greener era tra questi brani. Successivamente il 26 aprile lo stesso Brown tramite il suo profilo Twitter annunciò l'uscita di un nuovo singolo il 5 maggio, il giorno del suo 27º compleanno, e due giorni prima della pubblicazione del singolo annunciò che esso sarebbe stato Grass Ain't Greener, pubblicandone la copertina del singolo e dichiarando anche che sarebbe stato il primo singolo estratto del suo album Heartbreak on a Full Moon, anche se non fu inserito nella prima tracklist rilasciata dell'album, finendo però nella tracklist finale come bonus track.

## Il brano
Grass Ain't Greener è un brano prevalentemente alternative R&B con influenze bounce e trap. La produzione del brano è basata su una roland TR-808.

## Classifiche
| Classifica (2016)         | Posizione massima |
| ------------------------- | ----------------- |
| Australia                 | 97                |
| Regno Unito               | 100               |
| Stati Uniti               | 71                |
| Stati Uniti (R&B/hip-hop) | 23                |